# Lancepyris opertus
Lancepyris opertus (лат.) — ископаемый вид мелких архаичных ос-бетилид, единственный в составе рода Lancepyris из подсемейства Lancepyrinae. Обнаружен в отложениях мелового периода. Ливанский янтарь (130—125 млн лет): Ain Dara, Caza Aley (Aley District), Mouhafazit Jabal Libnen (Governorate Mount Lebanon; (центральный Ливан).

## Описание
Осы мелких размеров (длина тела 2,4 мм; длина передних крыльев 1,6 мм). Пространство между торулями вдавлено; передние крылья с краевой ячейкой, закрытой трубчатыми жилками, ланцетные, с дистальной частью жилки Rs почти прямой; первая дисковидная ячейка прямоугольная; жилка cu-a слабо изогнута; костальная ячейка передних крыльев равномерно узкая. Голова и мезосома чёрные, метасома тёмно-каштановая; антенны, мандибулы и ноги каштановые до тёмно-каштановых; крылья субгиалиновые; жилки каштановые до тёмно-каштановых. Затылочный киль отсутствует. Формула щупиков, по-видимому, 5:4 (число сегментов чётко не видно), сегменты с цилиндрическим поперечным сечением, сегменты сетчатые. Переднее крыло примерно в 2,6 раз больше максимальной ширины; дорсальная поверхность сетчатая, передний и вершинный края окаймлены; с четырьмя закрытыми ячейками (костальной, медиальной, субмедиальной и маргинальной). Костальная ячейка удлинённая и продольно складчатая, не видна при полном дорсальном виде; медиальная ячейка субтреугольная, субмедиальные ячейки субпрямоугольные, обе одинаковой длины и постепенно расширяются к вершине, жилки M и RS образуют очень слабый тупой угол между собой, в результате чего жилка Rs+M почти прямая, почти параллельная жилке M+Cu, базальная часть трубчатая и в 1,4 раза длиннее жилки M+RS вместе, апикальная часть продолжается за птеростигму; маргинальная ячейка ланцетовидная, постепенно сужается в острый кончик в вершине, жилка Rs в основном прямая, но дугообразно изогнута в базальной части; птеростигма удлинённая. Заднее крыло с тремя срединными гамулями, равно удалёнными одна от другой; жилка С короткая; дорсальная поверхность сетчатая, апикальный край и большая часть заднего края окаймлены, югальная лопасть присутствует, но очень трудно различима. Голени удлинённые; передние голени с несколькими дистальными шипами и с одной вершинной шпорой; средняя голень широкая, с двумя шпорами; задняя голень с двумя шпорами. Формула члеников лапок 5:5:5.